# Thésée (Lully)

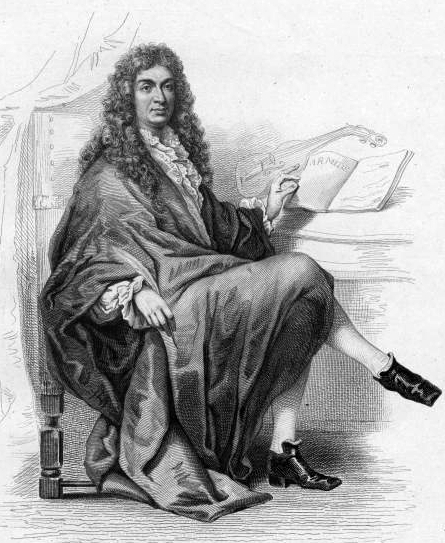
Jean-Baptiste Lully

Thésée (Theseus) är en opera (tragédie en musique) i en prolog och fem akter med musik av Jean-Baptiste Lully. Libretto av Philippe Quinault efter Ovidius Metamorfoser.

## Historia
Operan hade premiär den 11 januari 1675 på slottet Saint-Germain-en-Laye utanför Paris inför kung Ludvig XIV och hans hov. Thésée blev en av Lullys mest populära operor som höll sig kvar på repertoaren i över 100 år. 
Quinaults libretto användes senare av Nicola Francesco Haym till Händels opera Teseo (1713), och av Étienne Morel de Chédeville till François-Joseph Gossecs opera Thésée (1782).

## Personer
- Gracerna (haute-contre, tenor)
- Un Jeu (bas)
- Bacchus (haute-contre)
- Venus (sopran)
- Cérès (sopran)
- Mars (bas)
- Bellone (stum roll)
- Églé (sopran)
- Cleone (sopran)
- Arcas (bas)

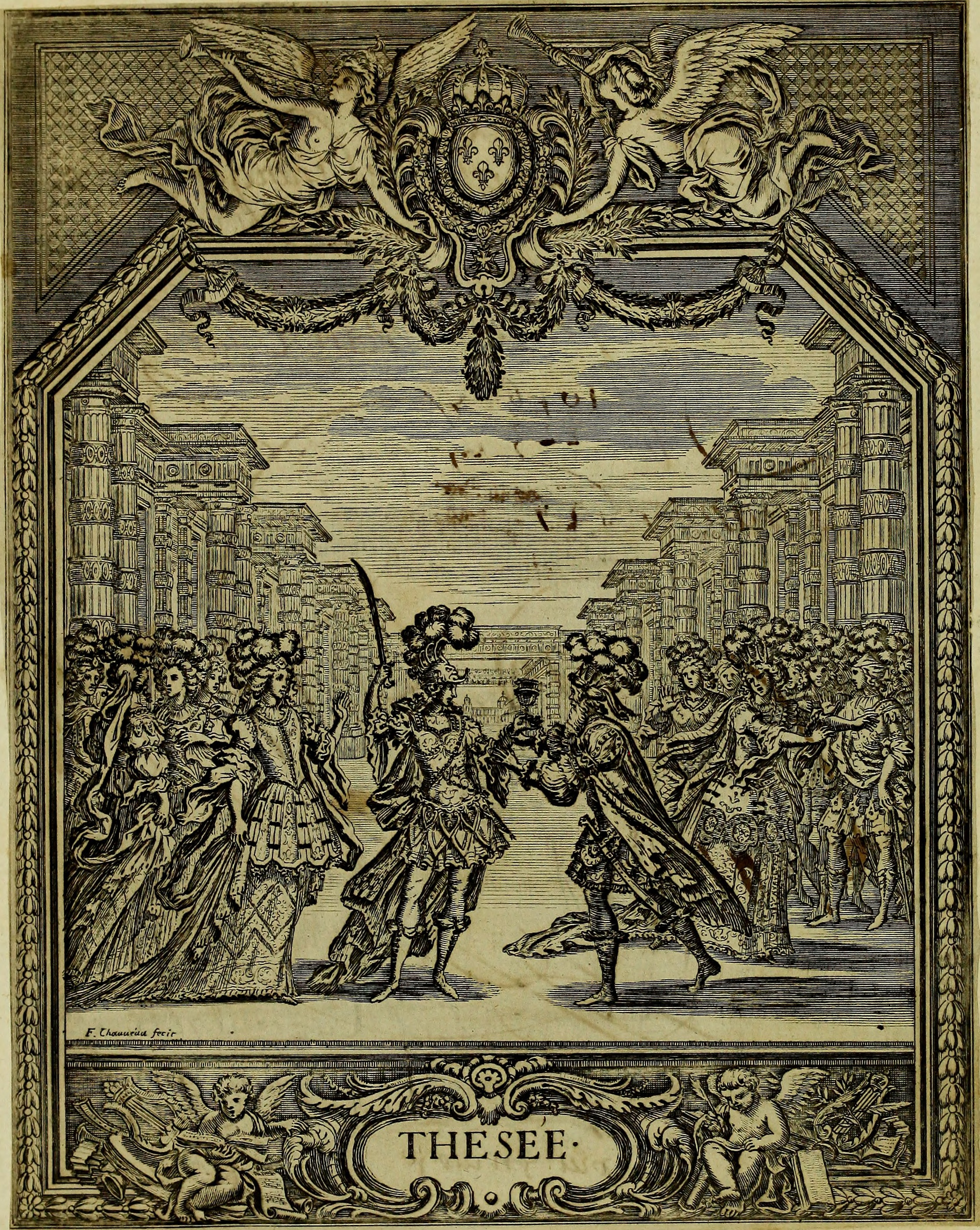
Partituret till Thésée.

- Gudinnan Minervas storvestal (sopran)
- Kung Ægée (baryton)
- Médée (sopran)
- Dorine (sopran)
- Thésée (tenor)
- Minerva (sopran)
- En gammal man (haute-contre)
- En annan gammal man (tenor)

## Handling
Thésée, kung Ægées son, har stridit inkognito i fadens armé. Hans plan är att gifta sig med prinsessan Églée grusas då även fadern har planer på att gifta sig med henne. Fadern har lovat bort Thésée till trollkvinnan Médée som tack för hennes trollkrafter i kriget. Efter diverse strider ger Médée upp kampen om Thésée och lämnar jorden i ett moln av åska och blixtar.